# Louis d'Anhalt-Pless
Louis d'Anhalt-Pless (né le 16 juillet 1783 à Pless - mort le 5 novembre 1841 à Pless), prince allemand de la maison d'Ascanie, souverain de la principauté Anhalt-Pless.

## Biographie
Louis est le 6e fils de Frédéric-Erdmann d'Anhalt-Pless et de son épouse Louise Ferdinande, fille de Henri Ernest comte de Stolberg-Wernigerode. Du fait de sa position de fils cadet dans sa lignée, Louis avait peu de chance d'accéder au gouvernement de Pless. Lorsque la lignée principale d'Anhalt-Kothen s'éteint en 1818 à la mort de leur parent, Louis-Auguste d'Anhalt-Köthen, son frère ainé Frédéric-Ferdinand prend le titre de duc d'Anhalt-Köthen et laisse le gouvernement de Pless à son puiné Henri.
En 1830, Frédéric-Ferdinand meurt sans enfant et Henri lui succède comme duc. Peu après, il abandonne le gouvernement de Pless entre les mains de Louis. Comme Henri est également sans enfant, Louis devient donc héritier présomptif du duché d'Anhalt-Köthen jusqu'à sa mort, célibataire et également sans enfant. Après sa mort Henri reprend le gouvernement de Pless jusqu'à sa propre mort.